# Sídlisko KVP
Sídlisko KVP, abreviação de Sídlisko Košického vládneho programu, é um bairro de Košice, a segunda maior cidade da Eslováquia. Está situado no distrito de Košice II, na região de Košice. Tem 1,78 km² de área e sua população em 2018 foi estimada em 23.603 habitantes.